# Školska knjižnica
Školska knjižnica je organizirana zbirka knjižne i neknjižne građe koja kroz djelatnost knjižničnog osoblja nabavlja, obrađuje, čuva i daje na upotrebu građu radi zadovoljavanja obrazovnih, kulturnih, informacijskih i stručnih potreba korisnika i permanentnog obrazovanja. Razvoj hrvatskog obrazovanja, znanosti i kulture te povezivanje s Europom i svijetom je nezamislivo bez korištenja knjižnica, posebno školskih knjižnica. Njene usluge moraju biti pružene svim članovima škole, bez obzira na dob, rasu, spol, vjeru, nacionalnost, jezik, profesionalni i društveni položaj. Posebne usluge i građa moraju biti osigurani za učenike koji nisu u mogućnosti koristiti redovite knjižnične usluge i građu (učenici s posebnim potrebama).

## Standard za školske knjižnice
Standard za školske knjižnice objavljen je u Narodnim novinama (broj 34/2000.) 29. ožujka 2000. godine. Standard sadrži 27 članaka koji obuhvaćaju zakonske propise za obavljanje knjižnične djelatnosti u osnovnim i srednjim školama. 
Standard govori o sljedećim djelatnostima i zadaćama školske knjižnice: odgojno – obrazovnoj i svim njezinim aspektima (rad s učenicima; suradnja s učiteljima, nastavnicima i stručnim suradnicima; te pripremanje, planiranje i programiranje odgojno-obrazovnog rada); stručnoj, kulturnoj i javnoj djelatnosti (obuhvaća organizaciju, pripremu i provedbu kulturnih sadržaja te suradnju s kulturnim ustanovama koje organiziraju rad s djecom i mladeži u slobodno vrijeme); knjižničnoj građi (mora biti usklađena s nastavnim planom i programom škole te obuhvaćati građu i za učenike i za nastavnike); knjižničnom osoblju (poučava učenike samostalnom radu na izvorima informacija, omogućuje korisnicima najveću moguću upotrebljivost fonda te ima obvezu stalnog usavršavanja); prostoru i opremi školske knjižnice (izgled i veličina prostora školske knjižnice, potrebna oprema koju čine namještaj i tehnička oprema); radnom vremenu koje se mora organizirati prema radnom vremenu škole.

## Odgojno-obrazovna uloga školske knjižnice
Školska knjižnica je sastavni dio odgojno-obrazovnog procesa. Podržava obrazovne ciljeve onako kako su zacrtani u nastavnom planu i programu škole te pruža obavijesti i spoznaje bitne za uspješno uključivanje u suvremeno društvo koje se temelji na znanju i informacijama. Promiče čitanje, izvore i službe školske knjižnice u školi i izvan nje te je mjesto gdje učenici stječu vještine za učenje kroz cijeli život, razvijaju maštu i osposobljavaju se za život odgovornih građana. Nudi knjige i ostalu građu koja svim članovima školske knjižnice omogućuje razviti kritičko mišljenje i pomaže im da postanu stvarni korisnici obavijesti, u svim oblicima i putem svih medija. Školska knjižnica se povezuje s drugim knjižnicama i informacijskim mrežama te uz pomoć suvremene tehnologije u funkciju stavlja sve izvore znanja i tako postaje informacijsko i nastavno središte škole. Svojim odgojno – obrazovnim i kulturnim zbivanjima stvara partnerski odnos učenika, nastavnika i knjižničara te utječe na razvoj učenikove samostalnosti, samopouzdanja i ostvarenje individualnog maksimuma. Kako se sve znanstvene činjenice, tehnološka dostignuća i uvjeti života i rada stalno mijenjaju, školska knjižnica mora biti i ostati otvorena za sve promjene.

## Hrvatska udruga školskih knjižničara
Radi kvalitetnijeg promicanja školskog knjižničarstva, bržeg i kvalitetnijeg protoka informacija iz područja školskog knjižničarstva i odgoja i obrazovanja te promicanja profesionalnog statusa školskih knjižničara, utemeljena je Hrvatska udruga školskih knjižničara. Ona promiče školsko knjižničarstvo na svim razinama, nudi kvalitetno stručno usavršavanje, surađuje s Ministarstvom znanosti, obrazovanja i športa te visokim učilištima i drugim relevantnim pravnim osobama. Ciljevi su joj i da redovito informira članstva o zbivanjima u struci, unapređuje i promiče suvremene teorije i prakse kroz rad u školskoj knjižnici i potiče znanstveno-istraživački rad. Također, stručnim savjetovanjima, seminarima, tribinama i predavanjima o razvoju školskog knjižničarstva promiče školsku sredinu u lokalnoj i široj zajednici.
Ostvaruje i suradnju s Međunarodnim organizacijama koje unapređuju rad školskih knjižnica. Neke od njih su International Federation of Library Associations and Institutions (IFLA), International Association of School Librarianship, European Network for School Libraries and Information Literacy. One omogućuju napredak profesije, prepoznatljivost u društvu i državnim institucijama. Suradnja osigurava pravo na informaciju i sveobuhvatnost protoka informacija te promiče strukovna uvjerenja i ciljeve.

## Vanjske poveznice
- Manifest za školske knjižnice
- Standard za školske knjižnice
- Hrvatska udruga školskih knjižničara
- Hrvatska udruga školskih knjižničara - propisi i inicijative[neaktivna poveznica]
- Uloga školske knjižnice u projektnoj nastavi[neaktivna poveznica]